# Biblioteca Aureliano Leite
A biblioteca Aureliano Leite fica localizada no bairro Parque São Lucas, município de São Paulo, Brasil.
Foi primeiramente instalada no bairro da Vila Prudente, em 30 de julho de 1981, onde funcionou por mais de 10 anos.
Em janeiro de 1992, não havendo possibilidade de renovação de contrato e nem se encontrando outro imóvel, a biblioteca foi provisoriamente transferida para a Praça Veiga Cabral, juntando-se à Biblioteca Infanto-Juvenil da Vila Prudente.
Durante meses, enquanto as bibliotecas pública e infanto-juvenil conviviam harmoniosamente, atendendo a comunidade local, planejava-se a mudança da Biblioteca Aureliano Leite para o antigo prédio do Posto de Saúde do Parque São Lucas, que havia se transferido para um local próximo.
O novo prédio tinha ótima localização, em frente ao Parque São Lucas e a Paroquia São Felipe Neri, e a comunidade do Parque São Lucas juntamente com o administrador regional de Vila Prudente, o político Chico Macena, decidiram em plenária, realizada em julho de 1992, que a biblioteca seria instalada neste novo local.
Depois do espaço ser reformado pela Administração Regional de Vila Prudente, foi entregue à população em 12 de novembro de 1992, pela então prefeita Luiza Erundina.
Em 2008 a biblioteca passou por uma nova reforma, viabilizada por recursos provenientes de emenda parlamentar de autoria do político Chico Macena, então vereador da cidade de São Paulo, contando agora com um acervo de mais de 25 mil livros.